# Estación de Brora
La estación de Brora es una estación de ferrocarril al servicio del pueblo de Brora en el consejo unitario de Highland en Escocia, Reino Unido. La estación está en la Far North Line (Línea del extremo norte).